# ثلاثة أيام من الهبوب
ثلاثة أيام من الهبوب (بالإنجليزية: The Three-Day Blow)‏ قصة قصيرة من تأليف الكاتب الأمريكي إرنست همنغواي. نُشِرت القصة للمرة الأولى في عام 1925، مضمَّنة في مجموعته القصصية «في وقتنا». وهذه القصة هي الثالثة في المجموعة التي تظهر فيها شخصية نيك آدامز، التي بُنِيت على شخصية همنغواي الحقيقية، بعد قصتي «الطبيب وزوجته» و«المخيم الهندي».
الشخصيتان الرئيسيتان في القصة هما «نيك» و«بيل»، وتدور أحداثها في كوخ والد بيل. تبدأ القصة بنيك وهو في الحديقة يلتقط تفاحة فاغنر ويضعها في جيبه، ثُمَّ يصعد السلّم وما أن يصل إلى الباب حتى يفتحه بيل ويخبر نيك أنَّ والده قد ذهب وبندقيته إلى الغابة، على عتبة الباب يناقش الاثنان الرياح، ويقول بيل: «ستظلُّ الرياح تهبُّ لثلاثة أيام». ثُمَّ يدخل نيك وبيل إلى الكوخ ويُقرِّر الاثنان أن يشربا الكحول، ثُمَّ يبدآ في مناقشة مواضيع متنوعة، مثل الكتَّاب المفضلين لدى كُلٍّ منهما، وفريق البايسبول اللذان يشجعانه، يستمر الاثنان في الحديث وإيقاد قطع الخشب، ثُمَّ ينتقلان إلى مناقشة المهن المختلفة لوالديهما، فأبو نيك يعمل طبيباً وأبو بيل يعمل فناناً، وعندما ينتقل الحديث إلى انفصال نيك عن عشيقته ينزعج في البداية، ويقول أنَّ العلاقة بينهما انتهت تماماً وأنَّه لن يراها مرةً أخرى. بعدها يُقرِّر الاثنان أن يُسرفا أكثر في الشرب، ولكنَّ نيك يُغيِّر رأيه فجأةً قائلاً أنَّ «لا شيء انتهى»، ثُمَّ يُقرِّر الذهاب إلى البلدة يوم السبت لأنَّه «دائماً ما توجد فرصة».